# Сахарный сироп
Са́харный сиро́п — сироп, основным и единственным ингредиентом для приготовления которого является сахар. При добавлении других ингредиентов сироп называется составным.

## Описание
Сахарный сироп часто используют для приготовления коктейлей из-за лёгкости смешивания с другими жидкостями и из-за того, что этот вид сиропа не влияет на цвет основного блюда. Сироп может быть приготовлен в домашних условиях. У консервированного сиропа может быть разная степень крепости, которая зависит от способа консервирования. В готовом продукте процент сахара не должен быть меньше 70 %.

## Приготовление
Сахарный сироп готовят для кратковременного и длительного хранения, в зависимости от этого могут отличаться способы его приготовления. Он может использоваться для десертных блюд и коктейлей.

### Первый способ
Для приготовления порции сахарного сиропа берут 250 миллилитров воды и 350 грамм сахарного песка. Воду наливают в ёмкость, затем туда высыпают сахарный песок и варят на небольшом огне в течение 10 минут. Ингредиенты постоянно перемешивают, а пенку снимают. После приготовления сахарный сироп используется как добавка для коктейлей или для других блюд.

### Второй способ
Берут 600 грамм сахара и 400 миллилитров воды, перемешивают, ставят на огонь, доводят до кипения в течение 8—10 минут. Образовавшуюся пенку снимают ложкой.

### Консервирование
Сироп для консервирования готовят в объёмном тазу, таком же, который предназначается для варенья. Наливают воду, добавляют сахар. Когда сироп закипает, пену удаляют шумовкой. Приготовленный сироп процеживают через марлю.